# Вільшана (річка)
Вільшана, Ольшача — річка у Куп'янському районі Харківської області, ліва притока Осколу (басейн Сіверського Донця)

## Опис
Довжина річки 19  км., похил річки — 1,7 м/км. Формується з декількох безіменних струмків та водойм. Площа басейну 142 км².

## Розташування
Вільшана бере початок на північно-західній стороні від села Мануйлівка. Тече переважно на північний захід через село Вільшана і в селі Масютівка впадає у великий лиман (озеро Біле) річки Оскілу, ліву притоку Сіверського Донця.